# Гнезно
Гне́зно (пол. Gniezno) — город в западной Польше, расположенный в Великопольском воеводстве. 70 тыс. жителей (2004). С 1000 года — место архиепископской кафедры, место коронации (до XIV ст.) польских королей, бывшая столица Королевства Польского.

## История
Гнезно является одним из старейших городов страны, его возникновение относят к концу VIII века. Археологические раскопки ведутся здесь с 1936 года. Были обнаружены культурные слои VIII—XIII веков с деревянно-земляными укреплениями, срубными домами с печами-каменками, мастерскими и хозяйственными постройками. Получено много материалов по истории культуры, ремесла и торговли древней Польши.
Около 940 года на горе Леха на месте существовавшего в VIII—IX веках центра отправления языческого культа славянского городища была построена укреплённая резиденция князей из рода Пястов.
В X веке Гнезно был столицей Древнепольского государства, главным центром так называемого Пястовского пути, соединявшего места, связанные с началом образования древнепольского государства. Здесь начался процесс объединения славянских племен, завершенный князем Мешко I — первым исторически достоверным правителем Польши, основателем династии Пястов. Он также ввёл христианство в Польшу; первое польское архиепископство было образовано именно в Гнезно. В то время город являлся крупным ремесленным центром и вёл обширную торговлю с арабским Востоком, поддерживал постоянные торговые сношения с Киевом.
С 1000 года Гнезно — кафедральный город архиепископства, место коронации (до XIV века) польских королей. В 1000 году в Гнезно состоялась встреча Болеслава Храброго и императора Оттона III, на которой был решён вопрос самостоятельности нового государства и впоследствии принятия Болеславом королевского титула.
С городом Гнезно тесно связана личность св. Войцеха (Адальберта) — епископа, миссионера и мученика, который является покровителем города.
С 1793 года Гнезно входил в состав Пруссии (кроме периода 1807—1815, когда принадлежал к Варшавскому герцогству).
С 1918 город находится в составе Польши.
Оккупирован Красной армией 21 января 1945 года во время Варшавско-Познанской наступательной операции. В 1948 году на кладбище, где похоронены 411 солдат и офицеров Красной Армии, погибших при взятии Гнезно, был воздвигнут обелиск.

## Архитектурные памятники
Готические костёлы — Девы Марии (около 1342—1415); от дороманского костёла X века и романского костёла XI века сохранились керамические плитки пола, до 1038 года, и знаменитые «Гнезненские врата», бронза, около 1170 года; готические, ренессансные и барочные капеллы и надгробия, в том числе надгробие З. Олесьницкого, мрамор, 1495, скульптор Файт Штосс), св. Яна (XIV в., фрески 1340—60); костёл и монастырь францисканцев (XIII в., перестроен в XVII—XVIII вв.).

## Экономика
В Гнезно насчитывается около пятидесяти крупных предприятий и промышленных предприятий; небольшая группа также являются малыми предприятиями. Основными хозяйствующими субъектами города являются такие предприятия, как: NB Polska — VELUX — производитель фурнитуры и кровельных окон, Panasonic Energy Poland S.A. — крупнейший в Европе и единственный производитель цинковых углеродных батарей в Польше.

## Города-побратимы
- Россия: Сергиев Посад (с 2007 года по 2022 год[5])
- Украина: Умань
- Нидерланды: Вендам

## Галерея
- Площадь Старый рынок
- Архикафедральный костёл в Гнезно
- Железнодорожный вокзал
- Высшая духовная семинария
- Музей истоков Польского государства